# Liste des ministres sénégalais de l'Économie et des Finances
Liste des Ministres de l'Économie et des Finances de la République du Sénégal :
- André Peytavin (avril 1959 – novembre 1962)
- Valdiodio Ndiaye (novembre 1962 – décembre 1963)
- Daniel Cabou (décembre 1963 – février 1964)
- Jean Collin (février 1964 – avril 1971)
- Babacar Ba (avril 1971 – mars 1978)
- Ousmane Seck (mars 1978 – avril 1983)
- Mamoudou Touré (mai 1983 – avril 1988)
- Serigne Lamine Diop (avril 1988 – mars 1990)
- Moussa Touré (avril 1990 – avril 1991)
- Famara Ibrahima Sagna (avril 1991 – juin 1993)
- Papa Ousmane Sakho (juin 1993 – janvier 1998)
- Mamadou Lamine Loum (janvier 1998 – juillet 1998)
- Moustapha Diagne (juillet 1998 – avril 2000)
- Makhtar Diop (avril 2000 – mai 2001)
- Mamadou Seck (12 mai 2001 – 18 mai 2001)
- Abdoulaye Diop (18 mai 2001 – 2 avril 2012)
- Amadou Kane (4 avril 2012 – 1er septembre 2013)
- Amadou Ba (2 septembre 2013 – 5 avril 2019)
- Amadou Hott (7 avril 2019 - 17 septembre 2022) (Économie)
- Abdoulaye Daouda Diallo (7 avril 2019 - 17 septembre 2022) (Finances)
- Oulimata Sarr (17 septembre 2022 - 11 octobre 2023) (Économie)
- Mamadou Moustapha Bâ, (17 septembre 2022 – 5 avril 2024) (Finances)
- Abdourahmane Sarr (depuis le 5 avril 2024) (Économie)
- Cheikh Diba (depuis le 5 avril 2024) (Finances)